# Cursa Social Memorial Xavi Tondo i Volpini
La Cursa Social Memorial Xavi Tondo i Volpini o, simplemente, Memorial Xavi Tondo es una carrera ciclista de aficionados que se disputa desde 2012 en Valls, Tarragona. Se disputa a principios de febrero en honor al difunto exciclista Xavi Tondo. El año 2020 no se disputó por culpa de la Pandemia de COVID-19.

## Palmarés
| Edición | Año  | Ganador               | Segundo                | Tercero                    |
| ------- | ---- | --------------------- | ---------------------- | -------------------------- |
| 1.ª     | 2012 |                       |                        |                            |
| 2.ª     | 2013 | Llibert Sendros       | David Dalmau           | Marc Vilanova              |
| 3.ª     | 2014 | Airán Fernández       | Marc Soler             | Francesc Guerra            |
| 4.ª     | 2015 | Guillem Castañeda     | Héctor Gabriel Morales | Juan José Agüero Ruiz      |
| 5.ª     | 2016 | Gerard Armillas       | Pavel Karpenkov        | Vitalii Ivshin             |
| 6.ª     | 2017 | Joel Nicolau          | Gerard Armillas        | David Gómez Cazorla        |
| 7.ª     | 2018 | Juan José Agüero Ruiz | Gerard Armillas        | David Gómez Cazorla        |
| 8.ª     | 2019 | David Gómez Cazorla   | Gauthier Navarro       | Corentin Navarro           |
| 9.ª     | 2020 | Benjamín Prades       | Carlos López Valle     | Álex Ruiz Roldán           |
| 10.ª    | 2022 | Pol Hervás García     | Vladislav Evseev       | Christian Gorm Albrechtsen |

## Pósteres de la carrera
1. ↑  «FirstCycling: Cursa Social Memorial Xavi Tondo-Valls».

- Datos: Q110909510